# Người Fang
Người Fang, còn gọi là Fãn hay Pahouin, là một dân tộc tại Trung Phi, sinh sống ở Guinea Xích Đạo, bắc Gabon, và nam Cameroon. Họ là dân tộc lớn nhất tại Guinea Xích Đạo, chiếm khoảng 85% tổng dân số đất nước. Tại những quốc gia khác, ở những vùng mà họ sinh sống, họ cũng là nhóm người có nhiều ảnh hưởng.

## Ngôn ngữ
Người Fang nói tiếng Fang, cũng gọi là Pahouin, Pamue hat Pangwe. Đây là một ngôn ngữ Vantu thuộc hệ ngôn ngữ Niger-Congo. Tiếng Fang tương tự và có thể thông hiểu với ngôn ngữ của các dân tộc Beti-Pahuin sinh sống ở phía bắc của họ, như tiếng Beti của người Beti.